# 米拉县
米拉县，冰岛的一个旧县，位于西部区。主要城市包括博尔加内斯、约1800人的华内里和比弗罗斯特（Bifröst，拥有250名居民）、以及克列片斯雷基尔（Kleppjárnsreykir，大约有50名居民）。